# Redimensionnement d'image

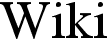
Exemple d'image à modifier

Le redimensionnement, ou la mise à l'échelle, est une transformation applicable à une image numérique qui consiste à en modifier la taille, que ce soit pour l'agrandir ou pour la rétrécir, comme le ferait un zoom.
Le redimensionnement existe aussi bien pour les images vectorielles, où il n'implique aucune perte de qualité, que pour les images matricielles, où il est moins trivial et entraîne des effets indésirables et une perte de qualité.

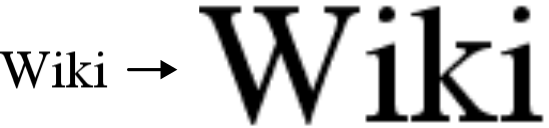
Perte de qualité lors de l'agrandissement d'une image matricielle

## Réduction
La méthode la plus simple pour réduire la résolution d'une image est de la sous-échantillonner. Par exemple, pour réduire la taille d'une image par deux, on peut supprimer une ligne et une colonne sur deux. Cette technique simple peut souffrir d'un effet d'aliasing, puisque l'on réduit la fréquence d'échantillonnage. Pour respecter le théorème d'échantillonnage de Nyquist-Shannon, un filtre passe-bas est appliqué au préalable, par exemple un filtre moyenneur.
Il existe d'autres techniques, par exemple le seam carving qui permet de réduire l'image de manière sélective (en enlevant en priorité les pixels de moindre énergie), ce qui permet de moins la déformer.

## Agrandissement
L'agrandissement d'une image se fait par interpolation. Pour les images, il existe différentes méthodes : interpolation par plus proche voisin, interpolation bilinéaire, interpolation bicubique.